# Arenca Trashani
Arenca Trashani (ur. 20 czerwca 1973 w Szkodrze) – albańska polityczka i wykładowczyni uniwersytecka.

## Życiorys
Ukończyła studia prawnicze na Uniwersytecie Tirańskim (1991–1995) oraz Uniwersytecie w Trydencie (1993–1994). Uzyskała doktorat na Uniwersytecie Karola i Franciszka w Grazu w 2002 roku.
Pracuje jako wykładowczyni prawa europejskiego i międzynarodowego na Uniwersytet w Szkodrze im. Luigjego Gurakuqiego.

### Działalność polityczna
Podczas wyborów parlamentarnych w Albanii w 2005 roku uzyskała mandat deputowanej do Zgromadzenia Albanii z list Demokratycznej Partii Albanii.
Od 27 września 2005 do 19 marca 2007 pełniła funkcję ministry integracji europejskiej w pierwszym rządzie Salego Berishy.
W wybory parlamentarnych w 2009 roku uzyskała re-elekcję do Zgromadzenia Albanii.
Od 1 października 2007 do 29 września 2013 roku była członkinią Zgromadzenia Parlamentarnego Rady Europy. Była członkinią Europejskiej Partii Ludowej.
W 2013, razem z ponad 60 innymi członkami, została wykluczona z Demokratycznej Partii Albanii przez jej liderów Sali'ego Berisha i Lulzima Bashę.